# I'm Dangerous Tonight
I'm Dangerous Tonight (no Brasil: A Morte Veste Vermelho) é um filme de terror, produzido nos Estados Unidos em 1990, foi coescrito por Cornell Woolrich e Bruce Lansbury e dirigido por Tobe Hooper.

## Sinopse
Um manto encontrado em um milenar altar asteca enlouquece as pessoas que o tocam. Transformado em vestido, provoca diversas mortes em uma pequena cidade norte-americana. Filme produzido para a TV e baseado num conto de Cornell Woolrich.

## Elenco
- Mädchen Amick  ...  Amy (como Madchen Amick)
- Corey Parker  ...  Eddie
- Daisy Hall  ...  Gloria
- R. Lee Ermey  ...  Lt. Ackman
- Natalie Schafer  ...  Grandmother
- Jason Brooks  ...  Mason
- William Berger  ...  Jonas Wilson
- Mary Frann  ...  Martha
- Dee Wallace  ...  Wanda Thatcher (como Dee Wallace-Stone)
- Anthony Perkins  ...  Prof. Buchanan
- Lew Horn  ...  Coroner
- Stuart Fratkin  ...  Victor
- Dan Leegant  ...  Frank
- Jack McGee  ...  Landlord
- Ed Trotta  ...  Joey (como Edward Trotta)